# Сосуновський Віктор Михайлович
Віктор Михайлович Сосуновський  (біл. Віктар Міхайлавіч Сасуноўскі; нар. 29 червня 1989, Борисов, Мінська область, БРСР, СРСР) — білоруський борець греко-римського стилю, срібний та бронзовий призер чемпіонатів світу, срібний призер чемпіонату Європи, бронзовий призер Європейських ігор, бронзовий призер чемпіонату світу серед студентів. Майстер спорту міжнародного класу з греко-римської боротьби.

## Життєпис
Боротьбою почав займатися з 2000 року в СДЮШОР міста Борисова. Перший тренер Олег Ажигов.
Виступає за спортивне товариство «Динамо» Білорусь. Тренер Олег Михалович. Неодноразовий призер чемпіонатів Білорусі з греко-римської боротьби.
Вчиться на юридичному факультеті Білоруського державного університету.

## Спортивні результати на міжнародних змаганнях

### Виступи на Чемпіонатах світу
| Змагання                        | Збірна   | Вагова категорія                 | Місце  |
| ------------------------------- | -------- | -------------------------------- | ------ |
| Чемпіонат світу з боротьби 2014 | Білорусь | греко-римська боротьба, до 80 кг | 25     |
| Чемпіонат світу з боротьби 2015 | Білорусь | греко-римська боротьба, до 80 кг | Срібло |
| Чемпіонат світу з боротьби 2016 | Білорусь | греко-римська боротьба, до 80 кг | 15     |
| Чемпіонат світу з боротьби 2018 | Білорусь | греко-римська боротьба, до 82 кг | Бронза |
| Чемпіонат світу з боротьби 2019 | Білорусь | греко-римська боротьба, до 82 кг | 15     |

### Виступи на Чемпіонатах Європи
| Змагання                         | Збірна   | Вагова категорія                 | Місце  |
| -------------------------------- | -------- | -------------------------------- | ------ |
| Чемпіонат Європи з боротьби 2014 | Білорусь | греко-римська боротьба, до 80 кг | 9      |
| Чемпіонат Європи з боротьби 2016 | Білорусь | греко-римська боротьба, до 85 кг | 12     |
| Чемпіонат Європи з боротьби 2018 | Білорусь | греко-римська боротьба, до 82 кг | Срібло |
| Чемпіонат Європи з боротьби 2019 | Білорусь | греко-римська боротьба, до 82 кг | 7      |

### Виступи на Європейських іграх
| Змагання              | Збірна   | Вагова категорія                 | Місце  |
| --------------------- | -------- | -------------------------------- | ------ |
| Європейські ігри 2015 | Білорусь | греко-римська боротьба, до 80 кг | Бронза |

### Виступи на Кубках світу
| Змагання                    | Збірна   | Вагова категорія                 | Місце |
| --------------------------- | -------- | -------------------------------- | ----- |
| Кубок світу з боротьби 2012 | Білорусь | греко-римська боротьба, до 84 кг | 13    |

### Виступи на інших змаганнях
| Змагання                                        | Збірна   | Вагова категорія                 | Місце  |
| ----------------------------------------------- | -------- | -------------------------------- | ------ |
| Кубок Владислава Пітласинські 2011              | Білорусь | греко-римська боротьба, до 84 кг | 5      |
| Меморіал Кристьяна Палусалу 2011                | Білорусь | греко-римська боротьба, до 84 кг | Золото |
| Меморіал Олега Караваєва 2011                   | Білорусь | греко-римська боротьба, до 84 кг | 5      |
| Золотий Гран-прі з боротьби 2012 (Стамбул)      | Білорусь | греко-римська боротьба, до 84 кг | 21     |
| Кубок Владислава Пітласинські 2012              | Білорусь | греко-римська боротьба, до 84 кг | 9      |
| Золотий Гран-прі з боротьби 2012 (Баку)         | Білорусь | греко-римська боротьба, до 84 кг | 7      |
| Чемпіонат світу з боротьби серед студентів 2012 | Білорусь | греко-римська боротьба, до 84 кг | 7      |
| Меморіал Олега Караваєва 2012                   | Білорусь | греко-римська боротьба, до 84 кг | 6      |
| Турнір Івана Піддубного 2013                    | Білорусь | греко-римська боротьба, до 84 кг | 9      |
| Гран-прі Німеччини з боротьби 2013              | Білорусь | греко-римська боротьба, до 84 кг | Срібло |
| Кубок Владислава Пітласинські 2013              | Білорусь | греко-римська боротьба, до 84 кг | 10     |
| Кубок Президента Казахстану з боротьби 2013     | Білорусь | греко-римська боротьба, до 84 кг | 10     |
| Турнір Івана Піддубного 2014                    | Білорусь | греко-римська боротьба, до 80 кг | Срібло |
| Турнір Вехбі Емре 2014                          | Білорусь | греко-римська боротьба, до 80 кг | Золото |
| Гран-прі Німеччини з боротьби 2014              | Білорусь | греко-римська боротьба, до 80 кг | 7      |
| Кубок Владислава Пітласинські 2014              | Білорусь | греко-римська боротьба, до 80 кг | Срібло |
| Меморіал Кристьяна Палусалу 2014                | Білорусь | греко-римська боротьба, до 85 кг | 5      |
| Меморіал Олега Караваєва 2014                   | Білорусь | греко-римська боротьба, до 80 кг | Срібло |
| Відкритий чемпіонат Загреба з боротьби 2015     | Білорусь | греко-римська боротьба, до 80 кг | Срібло |
| Турнір Вехбі Емре і Гаміта Каплана 2015         | Білорусь | греко-римська боротьба, до 80 кг | 9      |
| Кубок Владислава Пітласинські 2015              | Білорусь | греко-римська боротьба, до 80 кг | Срібло |
| Меморіал Болата Турлиханова 2015                | Білорусь | греко-римська боротьба, до 85 кг | 5      |
| Меморіал Олега Караваєва 2015                   | Білорусь | греко-римська боротьба, до 80 кг | Срібло |
| Золотий Гран-прі з боротьби 2015                | Білорусь | греко-римська боротьба, до 80 кг | 11     |
| Турнір Івана Піддубного 2016                    | Білорусь | греко-римська боротьба, до 85 кг | 11     |
| Кубок Владислава Пітласинські 2016              | Білорусь | греко-римська боротьба, до 85 кг | 5      |
| Чемпіонат світу з боротьби серед студентів 2016 | Білорусь | греко-римська боротьба, до 80 кг | Бронза |
| Меморіал Олега Караваєва 2016                   | Білорусь | команда                          | Золото |
| Гран-прі Угорщини з боротьби 2017               | Білорусь | греко-римська боротьба, до 80 кг | Бронза |
| Кубок Владислава Пітласинські 2017              | Білорусь | греко-римська боротьба, до 80 кг | 16     |
| Меморіал Олега Караваєва 2017                   | Білорусь | команда                          | Золото |
| Гран-прі Загреба з боротьби 2018                | Білорусь | греко-римська боротьба, до 82 кг | Срібло |
| Меморіал Кристьяна Палусалу 2018                | Білорусь | греко-римська боротьба, до 82 кг | Золото |
| Турнір Вехбі Емре і Гаміта Каплана 2018         | Білорусь | греко-римська боротьба, до 82 кг | Бронза |
| Меморіал Олега Караваєва 2018                   | Білорусь | греко-римська боротьба, до 82 кг | 7      |
| Турнір Вехбі Емре і Гаміта Каплана 2019         | Білорусь | греко-римська боротьба, до 82 кг | Золото |
| Меморіал Олега Караваєва 2019                   | Білорусь | греко-римська боротьба, до 82 кг | Золото |
| Гран-прі Франції Анрі Деглана 2020              | Білорусь | греко-римська боротьба, до 77 кг | Бронза |

### Виступи на змаганнях молодших вікових груп
| Змагання                                       | Збірна   | Вагова категорія                 | Місце |
| ---------------------------------------------- | -------- | -------------------------------- | ----- |
| Чемпіонат Європи з боротьби серед кадетів 2006 | Білорусь | греко-римська боротьба, до 76 кг | 8     |